# Cantonul Beaumont (Puy-de-Dôme)
Cantonul Beaumont (Puy-de-Dôme) este un canton din arondismentul Clermont-Ferrand, departamentul Puy-de-Dôme, regiunea Auvergne, Franța.

## Comune
- Beaumont (reședință)
- Ceyrat
- Saint-Genès-Champanelle